# CERGE-EI
CERGE-EI (plným názvem Center for Economic Research and Graduate Education – Economics Institute) je české ekonomické výzkumné pracoviště, společně provozované Univerzitou Karlovou a Akademií věd České republiky, pod stejným názvem také působí americká vzdělávací instituce, která absolventům studia na CERGE-EI uděluje tituly M.A. a Ph.D.
CERGE-EI je společným pracovištěm Centra pro ekonomický výzkum a doktorské studium Univerzity Karlovy (CERGE, z anglického názvu Center for Economic Research and Graduate Education) a Ekonomického ústavu Akademie věd České republiky (z anglického názvu Economics Institute pochází zkratka EI).
CERGE-EI vzniklo v roce 1999, sídlí v Schebkově paláci v historickém centru Prahy.

## Akademická obec na CERGE-EI
Na CERGE-EI studuje přibližně 120 studentů z více než 30 zemí celého světa. Většina stálých pedagogických pracovníků CERGE-EI jsou vědci, kteří získali doktoráty z ekonomie na renomovaných univerzitách v USA a západní Evropě. Nábor nových členů fakulty probíhá prostřednictvím mezinárodně organizovaného trhu, na němž se setkávají akademičtí ekonomové a jejich potenciální zaměstnavatelé. Pracovním jazykem CERGE-EI je angličtina.

## Program Ph.D.
Program Ph.D. je zahájen dvěma roky prezenčního studia, po kterých následují nejméně dva roky práce na dizertaci pod vedením školitele. Po úspěšném ukončení prvních dvou let získávají studenti americký magisterský titul M.A. (Master of Arts). Část práce na dizertaci studenti obvykle zpracovávají na partnerských univerzitách v západní Evropě a USA. 
Studijní program je akreditován Ministerstvem školství, mládeže a tělovýchovy ČR a Radou regentů Ministerstva školství státu New York, jenž akredituje studijní programy provozované mimo území USA. 
Absolventi CERGE-EI obvykle nacházejí uplatnění v mezinárodních institucích (např. MMF, Světová banka, EBRD), na univerzitách, v konzultačních firmách, finančních institucích, centrálních bankách a ministerstvech.
Studenti mají nárok na měsíční finanční podporu po dobu pěti let. Studium není zpoplatněno a probíhá v anglickém jazyce.

## Program MER
Program MER (magisterský program Ekonomický výzkum) je intenzivní dvouletý program s pokročilým kurikulem. Absolventi mají možnost pokračovat studiem PhD nebo se uplatnit na výzkumné pozici. Velkou výhodou programu je malý počet studentů, který zaručuje individuální přístup. 
Studium není zpoplatněno a probíhá v anglickém jazyce.

## Výzkum
CERGE-EI podporuje vedle postgraduálního vzdělávání také ekonomický výzkum. Přednášející a studenti vyšších ročníků pravidelně publikují v zahraničních recenzovaných odborných časopisech. V 90. letech si CERGE-EI vytvořilo silnou pozici v oblasti ekonomie transformujících se hospodářství. S postupným přechodem k tržním ekonomikám v postkomunistických zemích se výzkum na CERGE-EI přeorientoval do dalších oblastí, např. k dynamické makroekonomii, experimentální ekonomii, ekonomii práce a veřejného sektoru a mnoha dalším.
CERGE-EI vydává vlastní publikační řadu pracovních studií, organizuje odborné konference a provozuje vlastní knihovnu. Instituce dále pořádá pravidelné výzkumné semináře, na kterých akademici z různých zemí světa a univerzit (včetně několika nositelů Nobelovy ceny) prezentují výsledky svého současného výzkumu. CERGE-EI je rovněž regionálním zástupcem pro střední a východní Evropu ve výzkumné síti Global Development Network (GDN)].

## Financování
Založení institutu bylo podpořeno půl miliardou korun z amerických zdrojů. CERGE-EI je nyní financováno pomocí vzdělávacích a výzkumných grantů české vlády, granty několika dalších (českých i zahraničních) institucí a také sponzorskými dary od jednotlivců, nadací a soukromých společností. Získávání finančních prostředků probíhá prostřednictvím dvou přidružených institucí - CERGE-EI Foundation U.S.A. a Nadace CERGE-EI.

## Vedení institutu
CERGE-EI je řízeno Řídícím a dozorčím výborem (Executive and Supervisory Committee, ESC). Tento výbor činí zásadní strategická a finanční rozhodnutí, dohlíží na vedení CERGE-EI a rozhoduje o přijímání a kariérním postupu členů fakulty. V ESC zasedají mezinárodně uznávaní ekonomičtí odborníci, zástupci Univerzity Karlovy a Akademie věd České republiky a zástupci fakulty. Institut sídlí na adrese Politických vězňů 7, Praha 1.

## Členové ESC
- Prof. Jan Švejnar, Ph.D. (předseda), Columbia University, New York City a CERGE-EI
- Prof. Philippe Aghion, Ph.D., University College London and Department of Economics, Harvard University
- Stanislav Anatolyev, Ph.D., CERGE-EI
- PhDr. Michal Bauer, Ph.D., CERGE-EI
- Prof. Wendy Carlin, Ph.D., University College London
- Prof. Henry S. Farber, Ph.D., Princeton University
- Prof. Beata Javorcik, Ph.D.
- Prof. Randall Filer, Ph.D., Hunter College and the Graduate Center, City University of New York
- Byeongju Jeong, Ph. D, CERGE-EI
- Prof. Štěpán Jurajda, Ph.D., CERGE-EI
- Marek Kapička, Ph.D., CERGE-EI
- Prof. Jakub Kastl, Ph.D., Princeton University
- Doc. Ing. Michal Kejak, M.A., CSc., CERGE-EI
- Prof. George J. Mailath, Ph.D., University of Pennsylvania
- Doc. RNDr. Filip Matějka, Ph.D., CERGE-EI
- Prof. Paul R. Milgrom, Ph.D., Stanford University, Držitel Nobelova cena za ekonomii 2020
- Nikolas Mittag, Ph.D., CERGE-EI
- Prof. Kevin M. Murphy, Ph.D., University of Chicago
- Prof. J. Peter Neary, Ph.D., University of Oxford
- Klara Peter, Ph.D., University of North Carolina at Chapel Hill
- Prof. Lucrezia Reichlin, Ph.D., London Business School
- Prof. Gérard Roland, Ph.D., University of California, Berkeley
- Prof. Larry Samuelson, Ph.D., Yale University
- Prof. Avner Shaked, Ph.D., Department of Economics, Univerzita v Bonnu
- Prof. Christopher A. Sims, Ph.D., Princeton University, Držitel Nobelova cena za ekonomii 2011
- Doc. Sergey Slobodyan, Ph.D., CERGE-EI
- Mgr. Jakub Steiner, Ph.D., CERGE-EI and Northwestern University, Chicago
- Prof. Joseph Stiglitz, Ph.D., Columbia University, New York City, Držitel Nobelova cena za ekonomii 2001
- Prof. RNDr. Jan Ámos Víšek, CSc., Fakulta sociálních věd Univerzity Karlovy, Univerzita Karlova v Praze
- PhDr. Jan Zápal, Ph.D., CERGE-EI
- Doc. Ing. Josef Zieleniec, CSc., bývalý člen Evropského parlamentu
- Doc. Krešimir Žigić, Ph.D., CERGE-EI